# Катакомбы Присциллы
Катакомбы Присциллы (итал. Catacombe di Priscilla) — одни из древнейших христианских подземных катакомбных захоронений II—IV веков в Риме, образующие два этажа.
Эти катакомбы возникли в месте захоронений римской семьи консула Акилия Глабрия. В I веке н. э. эта семья владела обширными землями. Одна из представительниц этой семьи, Присцилла, была казнена по приказу императора Домициана.
В греческой капелле (итал. Capella Greca), названной так по обнаруженным надписям на греческом языке, изображена сцена пира (аллегория евхаристии). В этой капелле сохранились образцы раннего христианского искусства, в том числе древнейшее изображение Девы Марии с младенцем на руках и пророком (фигура слева — Исаия или Валаам), датируемое II веком. В одной руке у пророка изображена книга, другой рукой он показывает на звезду.
Здесь также встречаются изображения Ноя с голубем, три отрока в пещи огненной, жертва Авраама, Иона, Сусанна, Лазарь. В этих катакомбах были похоронены семь пап (в том числе святой Сильвестр I) и многие христианские мученики.

## Информация
Вход в катакомбы расположен на Via Salaria 430. Над катакомбами находится базилика Сан-Сильвестро. Ближайшая станция метро — Libia (пешком примерно 1,1 км), но посетителям рекомендуют отъезжать от Термини на автобусах 86 и 92 до Piazza Crati.